# Sipali Chilaune
Sipali Chilaune (en népalais : सिपाली चिलाउने) est un comité de développement villageois du Népal situé dans le district de Kavrepalanchok. Au recensement de 2011, il comptait 2 878 habitants.